# Лорандит
Лорандит – мінерал, арсеновий сульфід талію ланцюжкової будови. Він був виявлений в шахті Алшар в Македонії поблизу Кавадарці в 1894 році.

## Загальний опис
Хімічна формула: TlAsS2. Містить (%): Tl – 59,46; As – 21,87; S – 18,67.
Сингонія моноклінна.
Вид призматичний. Короткопризматичний по (110), таблитчастий по (201).
Спайність досконала.
Густина 5,53.
Твердість 2-3.
Колір карміново-червоний, часто темний свинцево-сірий.
Риса вишнево-червона.
Блиск металічний.
У дрібних кристалах просвічує темно-червоним кольором. Гнучкий. Сильно анізотропний.
Знайдений у стибій-арсенових родов. Алшар (Македонія) з реальґаром і антимонітом. Рідкісний.
Названий за прізвищем угорського фізика Е.Лоранда (E.Lorand), J.Krenner, 1894.